# SMS Weissenburg
La SMS Weissenburg fu una nave da battaglia pre-dreadnought della Kaiserliche Marine tedesca, appartenente alla classe Brandenburg; entrata in servizio nell'ottobre del 1894, dopo essere stata rimodernata fu venduta nel 1910 all'Impero ottomano, entrando in servizio con la Osmanlı Donanması sotto il nome di Turgut Reis. Con i nuovi proprietari la nave prese parte estesamente alla prima guerra balcanica, venendo poi utilizzata anche nelle fasi iniziali della prima guerra mondiale.

## Storia

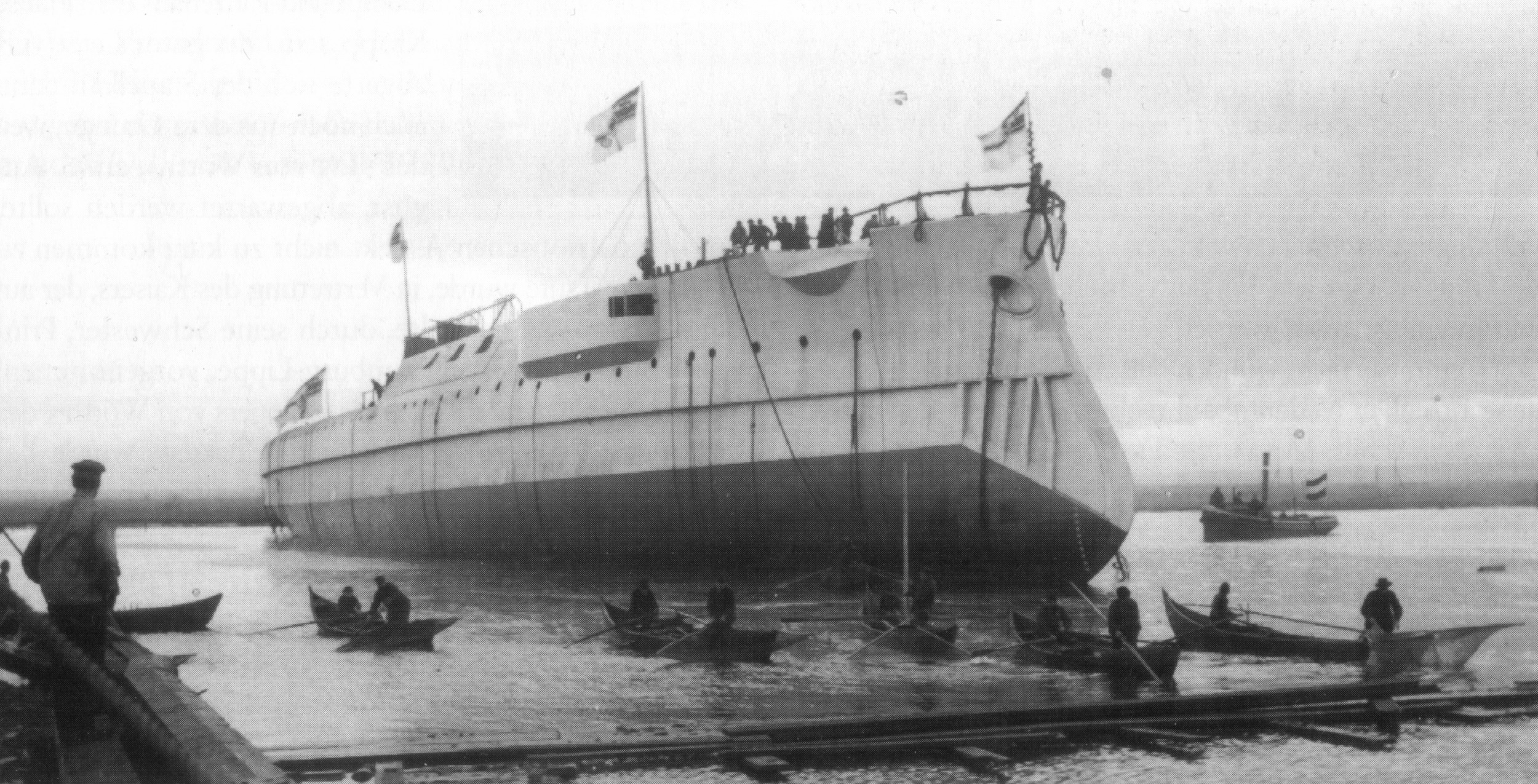
Il varo della Weissenburg il 14 dicembre 1891.

Impostata nei cantieri Vulcan AG di Stettino nel 1890, la nave fu varata il 14 dicembre 1891 con il nome di Weissenburg; l'unità entrò poi in servizio nel 1894, venendo inserita con le altre tre unità della sua classe all'interno della I Divisione della I Squadra da battaglia della Hochseeflotte. La nave vide poche azioni sotto il comando tedesco: l'unico impiego operativo si ebbe nel settembre del 1900 quando l'intera I Divisione fu mandata in Cina per accompagnare il corpo di spedizione tedesco inviato a partecipare alla repressione della rivolta dei Boxer; la nave cooperò alla repressione della rivolta a Kiaochow prima di fare ritorno in patria. Nel 1904 la nave fu messa in cantiere a Wilhelmshaven per estesi lavori di ammodernamento protrattisi fino al 1905: in ogni caso l'entrata in servizio della HMS Dreadnought britannica nel 1906 rese di colpo obsolete le unità della classe Brandenburg, diminuendo notevolmente il potenziale bellico della Weissenburg e delle sue gemelle.
Il 12 settembre 1910 la nave (insieme alla gemella SMS Kurfürst Friedrich Wilhelm) fu venduta all'Impero ottomano, venendo rinominata Turgut Reis in onore dell'omonimo corsaro ed ammiraglio ottomano, meglio noto come Dragut: l'unità venne inquadrata nella flotta ottomana, anche se il suo allestimento procedette a rilento a causa della necessità di arruolare ed addestrare il nuovo equipaggio; benché ormai operativa, la nave non prese parte attiva alla guerra italo-turca scoppiata nel settembre del 1911.

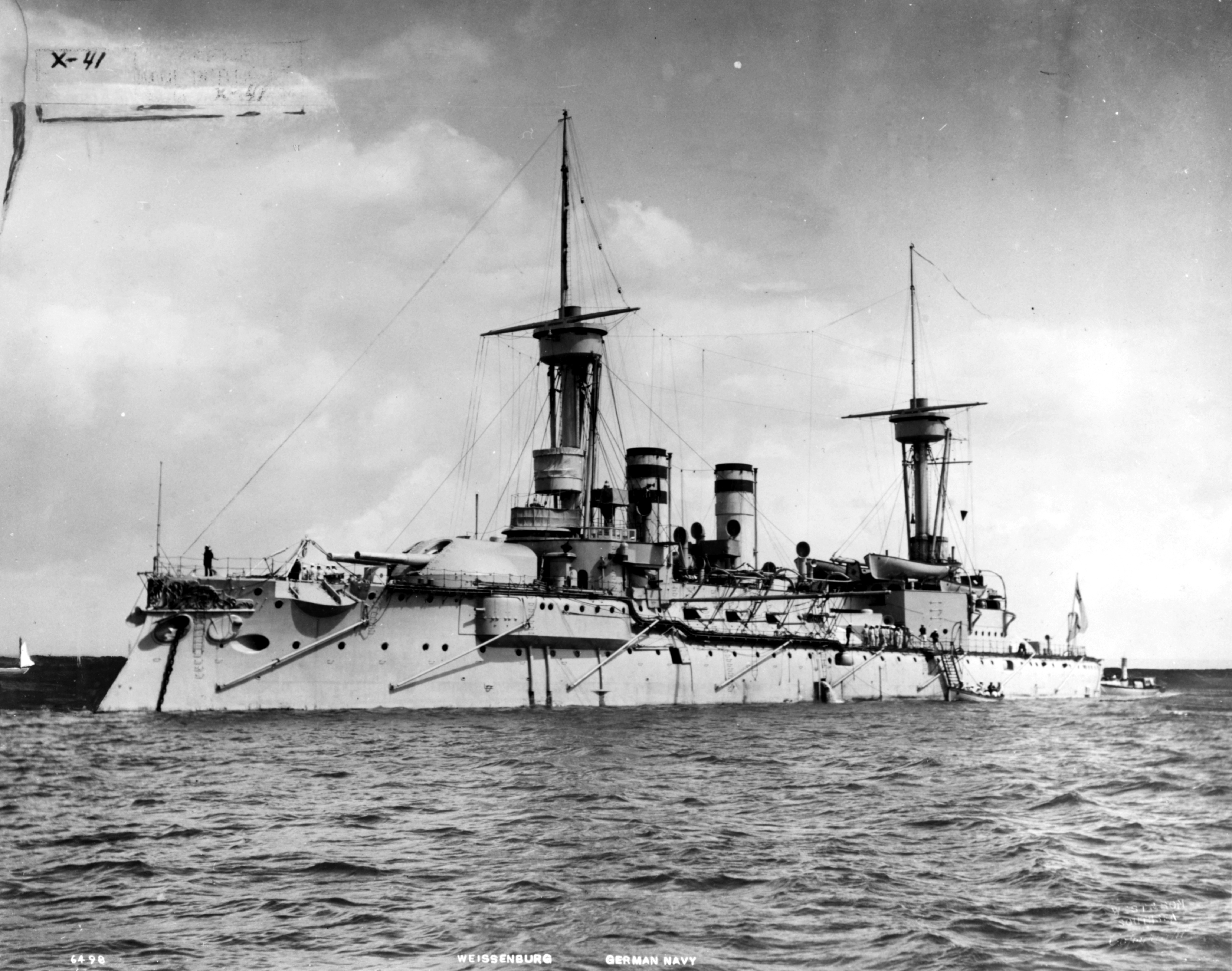
Un'altra immagine dell'unità.

Nell'ottobre del 1912 gli Stati della Lega Balcanica sferrarono un attacco contro i territori europei dell'Impero ottomano, dando avvio alla prima guerra balcanica: la Turgut Reis fu intensamente impegnata nel conflitto, prima nel Mar Nero contro i bulgari fornendo fuoco di supporto alle truppe ottomane impegnate sul fronte della Tracia, e poi nel mar Egeo contro la flotta greca. La corazzata prese parte ai due più importanti scontri navali del conflitto: il 16 dicembre 1912 prese parte alla battaglia di Elli, durante la quale subì danni, vari morti e feriti a causa dei colpi dell'incrociatore corazzato greco Georgios Averof prima di rientrare sotto la protezione dei forti costieri dei Dardanelli; il 18 gennaio 1913 partecipò invece alla battaglia di Lemno, durante la quale ingaggiò nuovamente un duello di artiglieria con la Averof venendo centrata da 20 colpi di grosso calibro che provocarono gravi danni devastando le barbette poste a protezione dei cannoni oltre a vari morti e feriti. L'8 febbraio 1913 i cannoni di grosso calibro della corazzata supportarono un'operazione di sbarco ottomana a Şarköy, conclusasi dopo pochi giorni con la ritirata degli attaccanti a causa dell'ostinata resistenza dei difensori bulgari.
L'Impero ottomano entrò nella prima guerra mondiale il 28 ottobre 1914: la Turgut Reis e le altre vecchie corazzate della flotta ottomana furono destinate ad appoggiare le difese costiere dello stretto dei Dardanelli, e diversi dei suoi cannoni furono rimossi per essere impiegati a terra; un'azione importante compiuta dalla nave fu il salvataggio e rimorchio dell'incrociatore Yavuz saltato su un campo minato il 25 gennaio 1918. Radiata dal servizio attivo alla fine della guerra, fu trasformata in nave scuola e poi in nave caserma, venendo infine avviata alla demolizione nel 1956.